# AHang
Az aHang civil szervezet, amelyet 2018 februárjában azzal a céllal hoztak létre, hogy polgári kezdeményezéseket, közéleti, társadalmi kampányokat hangosítson fel, és tegyen láthatóvá, ezek online kommunikációját, népszerűsítését segítsék. SzabadaHang nevű online felületükön petíciók, kampányok indíthatók. 2019 áprilisában bejelentették, hogy részt vesznek a 2019-es budapesti ellenzéki előválasztások lebonyolításában. Ezt követően 2021-ben részt vettek az országos ellenzéki előválasztás szervezésében. Nevükhöz kötődik a 7IGEN-es alternatív népszavazás, valamint az Ellenkonzultációs kampány.

## Tevékenysége
A szervezetet 2018 februárjában alapították, a SzabadaHang online felületet pedig az év második felében indították el. Tagja az online kampányfelületeket összefogó, nemzetközi Online Progressive Engagement Network (OPEN) szervezetnek.
Működésük során különféle társadalmi kezdeményezések népszerűsítésében vettek részt, például:
- a Lépjünk, hogy léphessenek Egyesülettel és a Cseve csoporttal együttműködésben az ápolási díjakról szóló kezdeményezést indítottak,[1] amely javaslat meg is valósult;[2][3]
- 2019-ben Karácsony Gergely és Puzsér Róbert felkérésére részt vettek a budapesti főpolgármesteri előválasztások szervezésében, online felületének (elovalaszto.hu), illetve a szavazást támogató nyílt forráskódú szoftvernek a kialakításában és az ajánlások ellenőrzésében. A projektben együttműködtek többek között a Civil Választási Bizottsággal és az annak tagszervezeteivel.[4] Az egyik jelölti vitát Kerpel-Fronius Gábor, Kálmán Olga és Karácsony Gergely között az aHang szervezte.[5]

Emellett felületükön indult még kezdeményezések, aláírásgyűjtések többek között környezetvédelmi, szociális, közlekedésügyi és közbeszéddel, médiával egyetemi szabadsággal kapcsolatos témákban.
Jogi hátterét a Magyarhang Nonprofit Kft. adja.

## Bírálatok
Az előválasztások idején a kormányközeli sajtó és a közmédia az aHangot Soros Györgyhöz köthetőnek nevezte arra hivatkozva, hogy a szervezet egyik tagja korábban az Open Society Foundations munkatársa volt.